# Båndløs bas
En båndløs bas er en el-bas uden de karakteristiske bånd som også kendes fra guitaren.
Med en båndløs bas får man noget af den lyd tilbage der kendetegner kontrabassen og som ellers går tabt på el-basser med bånd.
Revolutioneret af folk som Jaco Pastorius og Percy Jones, blev den båndløse elbas stadig mere populær op gennem 70'erne og 80'erne. Jaco Pastorius viste i sin korte levetid hvordan det var muligt at "synge" med bassen og åbnede dermed op for nye muligheder og en ny rolle for bassen. Vil man høre eksempler på denne spillestil er det anbefalingsværdigt at høre Jaco Pastorius' første album af samme navn.
Der findes mange båndløse basser på markedet i dag, og ligeså mange meninger om hvilken der er den bedste, men skal man pege på en bestemt bas, kunne det være Neuser Courage Fretless.
| Musik | Spire Denne musikartikel er en spire som bør udbygges. Du er velkommen til at hjælpe Wikipedia ved at udvide den. |